# Усть-Горбиця
Усть-Горби́ця (рос. Усть-Горбица) — село у складі Чернишевського району Забайкальського краю, Росія. Входить до складу Букачачинського міського поселення.

## Населення
Населення — 4 особи (2010; 10 у 2002).
Національний склад (станом на 2002 рік):
- росіяни — 100 %